# Du und ich (Roman)
Du und ich (Originaltitel: Io e te) ist ein Roman des italienischen Schriftstellers Niccolò Ammaniti, der 2010 im Verlag Einaudi erschien. Der Roman erzählt die Geschichte des Jugendlichen Lorenzo, der seiner bis dahin unbekannten Schwester Olivia begegnet.

## Handlung
Die Handlung spielt im Rom des Jahres 2000. Protagonist ist der vierzehnjährige Lorenzo Cuni, der schon von klein auf Schwierigkeiten hat, mit Gleichaltrigen zurechtzukommen. Seine Mutter verlangt von ihm, einen Psychologen aufzusuchen. Lorenzo bekommt eine narzisstische Persönlichkeitsstörung diagnostiziert. Laut dem Psychologen fühle er sich anderen überlegen und sei nicht bereit, sich in die Menge einzuordnen. Einzig seinen Vater, die Mutter und die Oma halte er seiner Zuneigung für würdig.
Lorenzo lernt, sich in die Masse einzugliedern, um als normal zu erscheinen. Eines Tages hört er, wie eine Gruppe Jugendlicher einen einwöchigen Skiurlaub nach Cortina d’Ampezzo plant. Er ist enttäuscht, nicht eingeladen worden zu sein. Gegenüber der Mutter behauptet er jedoch, mit den anderen mitzufahren. Daraufhin sperrt sie sich auf der Toilette ein, um Lorenzo den Anblick ihrer Freudentränen zu ersparen. Auch in den darauffolgenden Tagen ist sie so glücklich, dass ihr Sohn endlich ein paar Freunde hat, dass dieser sich nicht traut, ihr die Wahrheit zu sagen. Am Tag der Abfahrt lässt sich Lorenzo von der Mutter ein paar Kreuzungen vor dem Verabredungsort absetzen. Er erreicht den vereinbarten Treffpunkt und schaut der Abfahrt der Klassenkameraden zu.
Lorenzo schlendert durch die Straßen Roms, als er einen Anruf seiner Mutter erhält. Sie verlangt die Mutter der Klassenkameradin zu sprechen, die den Ausflug organisiert hat. Von Panik ergriffen, erfindet Lorenzo eine Ausrede. Er erfährt, dass von den Eltern keiner zu Hause ist. Indem er den Portier beobachtet, ist es ihm möglich, sich in den Keller des Hauses zu schleichen.
Im Keller findet er Konserven und Getränke, Bücher, Comics und seine PlayStation mit dem Spiel Soul Reaver. Durch geschickte Ausreden am Telefon schafft er es, dass seine Mutter keinen Verdacht schöpft. Zu seiner Überraschung erhält er einen Anruf seiner Halbschwester Olivia, der Tochter seines Vaters aus einer früheren Ehe, die er kaum kennt. Olivia fragt, ob jemand zu Hause sei. Daraufhin begibt auch sie sich zum Keller, um nach einer Schachtel zu suchen, in der sie vor langer Zeit Geld versteckt hat. Das ist jedoch nicht mehr da. Ausgelöst durch ihre Heroinsucht, beginnt Olivia unter Entzugserscheinungen zu leiden. Lorenzo beschließt – wenn auch widerwillig –, dass sie für diese Nacht im Keller bleiben darf. Olivia verlangt nach Schlaftabletten. Da er keine findet, beschließt Lorenzo, welche aus der Tasche der im Sterben liegenden Oma im Krankenhaus zu besorgen.
Wieder im Keller angekommen, findet er Olivia beinahe tot vor. Er deckt sie mit einer Decke zu. Das Mädchen, das zwischen den im Keller herumliegenden Kisten Schlafmittel finden konnte, schläft einige Tage durch und erholt sich so. Die Beziehung der beiden gestaltet sich zunächst schwierig. Lorenzo fühlt sich von der Anwesenheit seiner Halbschwester bedrängt und sie möchte nicht, dass er sich in ihre Angelegenheiten einmischt. Doch die Umstände vereinen die beiden, sie werden so etwas wie Komplizen. Lorenzo ist dank Olivia in der Lage, viel über sich selbst herauszufinden, und auch Olivia entdeckt aufs Neue, was es bedeutet, eine Beziehung zu einem anderen Menschen zu haben. Sie essen zusammen, umarmen sich und vertrauen sich einander an.
Lorenzos Aufenthalt im Keller geht seinem Ende entgegen. Die beiden verabschieden sich und versprechen einander, Kontakt zu halten. Zudem verspricht Olivia, den Drogenentzug konsequent durchzuhalten. Beide Versprechen werden nicht gehalten. Zehn Jahre später befindet sich Lorenzo in Cividale del Friuli in einem Zimmer vor einem Tisch, auf dem der Leichnam der Halbschwester ruht. Am 9. Januar 2010 ist Olivia  in einer Bar der friaulischen Gemeinde an einer Überdosis gestorben.

## Figuren
Lorenzo Cuni
14 Jahre alt, introvertiert, die Hauptfigur und der Erzähler der Geschichte. Er versteckt sich im Keller seines Wohnhauses während er seine Eltern glauben lässt, dass er mit Freunden für eine Woche in den Skiurlaub gefahren ist.
Olivia Cuni
Die Halbschwester Lorenzos, drogenabhängig, auch sie versteckt sich im Keller. Sie will ihre Heroinabhängigkeit überwinden.
Franchino
Der Portier von Lorenzos Wohnhaus. Er erhält von Lorenzo den Spitznamen „Meerkatze“.
Lorenzos Mutter
Eine ängstliche Frau mittleren Alters, die um den introvertierten Charakters ihres Sohnes besorgt ist.
Oma Laura
Lorenzos Großmutter, die zu ihrem Enkel ein gutes und von starker Zuneigung geprägtes Verhältnis hat. Aufgrund von Darmkrebs liegt sie sterbend in einem Krankenhaus.

## Rezeption
Der Roman wurde in Deutschland allgemein gut aufgenommen. 
Die Westdeutsche Allgemeine Zeitung hielt ihn für einen „Roman, der poetisch und weise daran erinnert, dass das Erwachsenwerden noch schwerer ist als das Erwachsensein.“
Der Radiosender Deutschlandradio Kultur äußerte sich folgendermaßen über Ammaniti: „[Er] ist ein Meister der soziologischen Beobachtung, der Milieustudie, fast mit Genuß lässt er die brüchigen bürgerlichen Kokons zerfallen. (…) Das Buch erschüttert und liest sich viel zu schnell. Es macht gespannt auf den nächsten Ammaniti mit vielleicht etwas mehr erzählerischem Raum, der auch in Deutschland hoffentlich einmal die verdiente Leserschaft finden wird.“
Die Märkische Allgemeine urteilt über ihn: „Nie wird Ammaniti sentimental, er bleibt schlüssig und führt Pubertätsgeschichten wie Hermann Hesses Unterm Rad und Robert Mulis [Musils] Die Verwirrungen des Zöglings Törleß souverän und aktuell fort.“

## Verfilmung
Der Roman wurde 2012 von dem italienischen Regisseur Bernardo Bertolucci verfilmt, allerdings mit einigen Abweichungen. In Deutschland ist der Film unter dem Titel Ich und Du bekannt. Er wurde bei den Filmfestspielen von Cannes 2012 uraufgeführt und erhielt 2013 in Italien zahlreiche Nominierungen. 
In den Hauptrollen spielen Olmo Antorini (als Lorenzo) und Tea Falco (als Olivia).

## Ausgaben
- Niccolò Ammaniti: Io e te. Hrsg.: Dorothea Zeisel. Reclam, Stuttgart, ISBN 978-3-15-019844-5 (italienisch).
- Io e te. Einaudi, Turin 2010, ISBN 978-8-8062-0680-2
- Du und ich. Piper Verlag 2012, Gebundene Ausgabe, ISBN 978-3-4920-5504-8
- Du und ich. Piper Verlag 2013, Taschenbuch, ISBN 978-3-4923-0296-8